# Citizen Toxie: The Toxic Avenger IV
Pour les articles homonymes, voir The Toxic Avenger.
Série
The Toxic Avenger Part III: The Last Temptation of Toxie
(1989) The Toxic Avenger
(2023)
Pour plus de détails, voir Fiche technique et Distribution.
Citizen Toxie: The Toxic Avenger IV est un film américain réalisé par Lloyd Kaufman et sorti en 2000. Il s'agit du 4e mettant en scène le personnage du Toxic Avenger, apparu dès le film The Toxic Avenger, de Michael Herz et Lloyd Kaufman sorti en 1985.

## Synopsis
Alors qu'il effectue une mission de sauvetage dans l'école des enfants spéciaux de Tromaville, le Toxic Avenger est victime d'une explosion qui le propulse dans une autre dimension et dans la ville miroir d'Amortville. Alors que son double maléfique fait régner la terreur à Tromaville, le héros toxique se retrouve dans un monde où le crime, la violence et la méchanceté sont la norme. Aidé par deux élèves de l'école et un scientifique déchu il va finalement retourner dans sa dimension afin de combattre son double malfaisant et sa bande.

## Fiche technique
- Titre original : Citizen Toxie: The Toxic Avenger IV
- Réalisation : Lloyd Kaufman
- Scénario : Patrick Cassidy, Gabriel Friedman, Trent Haaga et Lloyd Kaufman
- Musique : Wes Nagy
- Photographie : Brendan Flynt
- Montage : Gabriel Friedman
- Direction artistique : Maus Drechsler et Ali Grossman
- Costumes : Nives Spaleta
- Production : Michael Herz, Adam Jahnke, Lloyd Kaufman et Scott W. Mckinlay
- Société de production : Troma Entertainment
- Pays d'origine :  États-Unis
- Format : Couleurs - 1,33:1 - Stéréo - 35 mm
- Genre : Comédie horrifique, parodie, gore, super-héros
- Durée : 108 minutes
- Sortie en France en DVD en V.O. sous-titrée français
- Dates de sortie : octobre 2000 (festival de Sitges), 15 mai 2001 (festival de Cannes), 2 novembre 2001 (États-Unis), 15 novembre 2002 (Canada)
- Interdit aux moins 12 ans

## Distribution
- David Mattey : Toxic Avenger / le contrevenant nocif / l'homme se faisant sucer par Chester
- Clyde Lewis : Toxie (voix)
- Heidi Sjursen : Sarah Claire
- Paul Kyrmse : le sergent Kabukiman / Evil Kabukiman
- Joe Fleishaker : Chester / Lardass
- Michael Budinger : Tito
- Lisa Terezakis : Sweetie Honey
- Dan Snow : le sergent Kazinski
- Debbie Rochon : Mlle Weiner
- Barry Brisco : Pompey
- Ron Jeremy : le maire Goldberg
- Corey Feldman : le gynécologue de Sarah  (crédité sous le nom de Kinky Finkelstein)
- Rick Collins : le chef de la police d'Amortville
- Mark Torgl : Evil Melvin
- Trent Haaga : Tex Diaper
- James Gunn : Dr Flem Hocking
- Julie Strain : elle-même
- Stan Lee : le narrateur (crédité sous le nom de Peter Parker)

## Autour du film
- Le tournage s'est déroulé à Poughkeepsie.
- À noter, une petite apparition de Mitch Cohen, qui interprétait Toxie dans le premier film, en tant que raciste qui se fait lyncher par le Ku Klux Klan après que Toxie l'ait peint en noir.
- Hugh Hefner aurait dû faire une petite apparition en tant que président des États-Unis, mais ses avocats réussirent à le convaincre de refuser. À la fin du générique, on peut lire No thanks to Hugh Hefner's lawyers (aucun remerciement aux avocats d'Hugh Hefner).
- Le réalisateur Eli Roth (Cabin Fever et Hostel) fait une petite apparition en tant que séduisant jeune homme.
- Quelques playmates du magazine Playboy apparaissent durant le film, tel que Devin DeVasquez (miss juin 1985), Brandi Brandt (miss octobre 1987) ou Neriah Davis (miss mars 1994). Julie Strain fut, quant à elle, miss Penthouse 1993.
- Dans la version originale, la narration du prologue et de l'épilogue sont effectuées par le créateur de comics Stan Lee.
- Charlotte Kaufman, la fille du cinéaste, fait une petite apparition en tant qu'habitante de Tromaville et Amortville.
- Heidi Sjursen joue le rôle de Sarah Claire après Andree Maranda et Phoebe Legere.
- David Mattey joue le rôle du mutant après Ron Fazio et Mitch Cohen.

## Distinctions
- Nomination au prix du meilleur film, lors du Festival international du film de Catalogne en 2000.

### SagaToxic Avenger
- 1985 : The Toxic Avenger, de Michael Herz et Lloyd Kaufman
- 1989 : The Toxic Avenger, Part II, de Michael Herz et Lloyd Kaufman
- 1989 : The Toxic Avenger Part III: The Last Temptation of Toxie, de Michael Herz et Lloyd Kaufman
- 1999 : Terror Firmer, de Lloyd Kaufman (brève apparition du Toxic Avenger)
- 2023 : The Toxic Avenger, de Macon Blair